# 夕方いちばんNEWS
『夕方いちばんNEWS』（ゆうがたいちばんニュース）は、熊本放送（RKKテレビ）で平日夕方に放送されていたローカルニュース番組。『RKKワイド夕方いちばん』（以下『夕方いちばん』と表記）への内包形式で放送されている。

## 概要

### 第1期
2005年3月28日から2009年3月27日まで放送。
2007年中に番組のタイトルロゴが一新された。また、2008年秋の改編に合わせ、同年9月29日放送分でスタジオセットやテーマ音楽、ニュースの見出し字をリニューアルしたほか、番組オープニングのタイトルロゴをCG化した。
かつては、本番組のキャスターが読み間違えると頭上からタライが落とされるという体を張った番組宣伝CMが放送されていた。
番組はその後、2009年4月の改編でTBSの『総力報道!THE NEWS』がスタートするのに合わせて終了した。後番組の『総力報道!NEWS LIVE くまもと』（『総力報道!THE NEWS』に内包）は『夕方いちばん』から切り離され、ローカルニュースだけを独立した番組として放送された。

### 第2期
2011年10月3日より『夕方いちばん』へのローカルニュースの内包形態が復活し、当タイトルが復活した。また、『夕方いちばん』のメインキャスター・木村和也が本番組にもメインキャスターとして出演。
前番組である『総力報道!NEWS LIVE くまもと』から引き続きキャスターを務めていた佐々木慎介が2013年3月29日の放送を最後にキャスターを退いた。2013年4月1日放送分からは後任として本田恭子（RKKアナウンサー）が加わり、月曜・火曜のニュース担当キャスターを務めた。同年3月まで月曜 - 水曜のニュース担当キャスターを務めていた江上浩子キャスターは、水曜 - 金曜の担当となった。
2013年11月11日放送分より、お天気キャスターに気象予報士の資格を持つ栗原めぐみを新たに起用した。
2014年3月31日放送分より、それまでメインキャスターを務めていた木村和也に代わって、2013年3月29日の放送を最後にキャスターを退いた佐々木慎介をメインキャスターに再び起用。また東京からの全国のスポーツを放送している。
2014年10月6日放送分より、ペンタトニックスの「See Through（アルバム「PTX Vol.3」に収録）」をテーマ音楽に使用している。
2015年3月27日放送分をもって終了し、新しい平日夕方のローカルニュース番組『RKK NEWS JUST.』として再出発されている。

## キャスター

### 第1期

#### メインキャスター
- 宮脇利充（当時RKK報道部所属、後ラジオ局等経てアナウンサーに復帰）
- 岡村清香（当時RKK報道部所属、同局元アナウンサー）
- 佐々木慎介（RKK報道部所属） - 番組終了後はキャスターを退き、報道部記者としてニュースの取材を担当していたが、2009年9月28日より後番組『総力報道!NEWS LIVE くまもと』に再びキャスターとして出演。第2期開始後も引き続き出演している。

#### お天気キャスター
- 森明子（気象予報士、RKK報道部所属）

#### ロアッソ情報
- 山崎雄樹（RKKアナウンサー）

### 第2期

#### メインキャスター（ニュース担当キャスター）
- 本田恭子（月曜・火曜、RKKアナウンサー）
- 江上浩子（水曜 - 金曜、RKK報道部所属）
- 佐々木慎介（月曜 - 金曜、RKK報道部所属） - 2011年10月3日放送分から2013年3月29日放送分まではニュース担当キャスター（木曜・金曜）。

#### スポーツ担当キャスター
- 山崎雄樹（RKKアナウンサー） - 2014年1月6日放送分から出演。

#### お天気キャスター
- 栗原めぐみ - 2013年11月11日放送分から出演。

#### 過去の出演者
| 期間       | 期間       | メインキャスター | メインキャスター | メインキャスター | メインキャスター | スポーツキャスター | お天気キャスター |
| 期間       | 期間       | 男性             | 男性             | 女性             | 女性             | スポーツキャスター | お天気キャスター |
| 期間       | 期間       | 月曜 - 水曜      | 木曜・金曜       | 月曜・火曜       | 水曜 - 金曜      | スポーツキャスター | お天気キャスター |
| ---------- | ---------- | ---------------- | ---------------- | ---------------- | ---------------- | ------------------ | ---------------- |
| 2011.10.3  | 2013.3.29  | 木村和也         | 佐々木慎介       | 本田恭子         | 江上浩子         | （不在）           | （不在）         |
| 2013.4.1   | 2013.11.8  | 木村和也         | 木村和也         | 本田恭子         | 江上浩子         | （不在）           | （不在）         |
| 2013.11.11 | 2013.12.27 | 木村和也         | 木村和也         | 本田恭子         | 江上浩子         | （不在）           | 栗原めぐみ       |
| 2014.1.6   | 2014.3.28  | 木村和也         | 木村和也         | 本田恭子         | 江上浩子         | 山崎雄樹           | 栗原めぐみ       |
| 2014.3.31  | 2015.3.27  | 佐々木慎介       | 佐々木慎介       | 本田恭子         | 江上浩子         | 山崎雄樹           | 栗原めぐみ       |

## 放送時間
（JST）

### 第1期
- 月曜日 - 金曜日 18:16 - 18:50

### 第2期
- 月曜日 - 金曜日 18:15 - 18:50（2011年10月3日 - 2014年3月28日）
- 月曜日 - 金曜日 18:15 - 18:55（2014年3月31日 - 2015年3月27日）

## コーナー

### 第1期
- 特集
- シリーズ「まもる」（金曜）
- ロアッソ情報
- スポーツ

### 第2期
- 特集
- スポーツコーナー（月曜、2014年1月6日放送分 - ）
- 青春いちばん!
- 月録（毎月最終放送日に放送）
  - 1か月の熊本県内のニュースや出来事をダイジェストで振り返るコーナー。
- くまもとの残したい風景（RKK開局60周年企画、月曜）
- ぶくぶくBOOK（2013年3月までは毎週木曜 → 同年4月以降は毎週火曜）
- くまもと食ペディア（水曜、2014年1月より）
  - 熊本県内の食にまつわる話題を紹介するコーナー。このコーナーのナレーションは江越哲也が担当している。
- ビジネスウォッチ（木曜、2013年4月より）
- 農業とともに（金曜、2014年4月より）
  - 「農業」をテーマにしたシリーズ企画。
- シネマインフォメーション（金曜）
  - 最新のおすすめ映画を紹介するコーナー。ローカルタレントで映画通である塚原まきこがナビゲーターを務めている。
- めぐみの天気（天気予報、2013年11月11日放送分 - ）
  - 2014年3月28日放送分までは『ヤン坊マー坊天気予報』を内包していた（月曜 - 木曜）。
- 10年後のあなたへ
  - 夕方いちばんの中継や取材先、ニュースの取材先で出会った人々に、自分の将来の夢や10年後の自分などについて語ってもらうコーナー。